# Томаш Станкевич
Томаш Станкевич (пол. Tomasz Stankiewicz, 28 грудня 1902 — 21 червня 1940) — польський велогонщик.
Срібний призер Олімпійських Ігор 1924 року в командній гонці переслідування.